# Brachyolene capensis
Brachyolene capensis är en skalbaggsart som beskrevs av Stefan von Breuning 1970. Brachyolene capensis ingår i släktet Brachyolene och familjen långhorningar. Inga underarter finns listade.